# Picó de Campo
El Picó de Campo és una muntanya de 1.049,1 metres d'altitud del terme municipal de Sant Esteve de la Sarga que es troba al nord-oest del poble d'Estorm. És al sud de la capella de Sant Salvador de la Serra, damunt mateix d'Estorm. És el cim més alt de la Serra d'Estorm.
El seu nom ha entrat en desús, i fins i tot ha deixat de figurar en la majoria de mapes editats. Tanmateix, és un dels topònims oficials del Pallars Jussà.